# Manrico Marchetto
Manrico Marchetto (Treviso, 4 febbraio 1952 – Treviso, 28 gennaio 2024) è stato un rugbista a 15 e architetto italiano, al terzo posto tra i realizzatori di mete per la nazionale.

## Carriera

### Giocatore
Cresciuto e formatosi nel Tarvisium, esordì in A1 con il Treviso all'epoca sponsorizzato Metalcrom; con la squadra bianco-verde si impose ben presto e già nel 1972 esordì in nazionale italiana, in un incontro di Coppa delle Nazioni ad Aosta contro la Jugoslavia; disputò quasi tutti i suoi test match in ambito Coppa FIRA, scendendo tuttavia in campo in diverse occasioni contro i XV di alcune selezioni maggiori che non concessero tuttavia il cap, come l'Australia nel 1976 a Milano e la Nuova Zelanda nel novembre 1979 a Rovigo.
Campione d'Italia nel 1978 con la Metalcrom Treviso, rimase anche dopo l'acquisizione della società da parte del gruppo Benetton e vincendo anche, nel 1983, il suo primo scudetto con la nuova denominazione; in 14 stagioni di serie A collezionò 262 presenze e mise a segno 1103 punti, gran parte dei quali frutto di 209 mete (terzo assoluto in massima divisione dopo Marcello Cuttitta con 236 e Mascioletti con 227).
In nazionale è il terzo miglior realizzatore di mete, con 21, a pari merito di Carlo Checchinato e dietro il citato Marcello Cuttitta (25) e Paolo Vaccari (22).

### Dopo il ritiro
Dopo il ritiro si dedicò alla professione di architetto.
Rimasto comunque legato all'ambiente rugbistico, divenne l'animatore di una squadra di veterani del trevigiano, il Vecio Rugby. Nel 2009 si segnalò per avere organizzato una raccolta di firme al fine di assicurare a Treviso una presenza nella Celtic League allargata alle squadre italiane. Nel 2014 si fece promotore della creazione di una franchigia popolare nel Triveneto alternativa agli esistenti Dogi.

## Palmarès

### Club
- Campionati italiani: 2
Treviso: 1977-78, 1982-83